# Endasys bicolor
Endasys bicolor là một loài tò vò trong họ Ichneumonidae.